# Achalciche
Achalciche (gruz. ახალციხე) – miasto w południowo-zachodniej Gruzji, stolica i największe miasto regionu Samcche-Dżawachetia. Leży w Małym Kaukazie, w Górach Mescheckich, nad rzeką Pocchowickali. Miejscowość uzdrowiskowa, funkcjonująca w oparciu o kompleks źródeł termalnych.
W mieście rozwinęło się rzemiosło artystyczne (biżuteria, siodła, pasy) oraz przemysł spożywczy.

## Historia

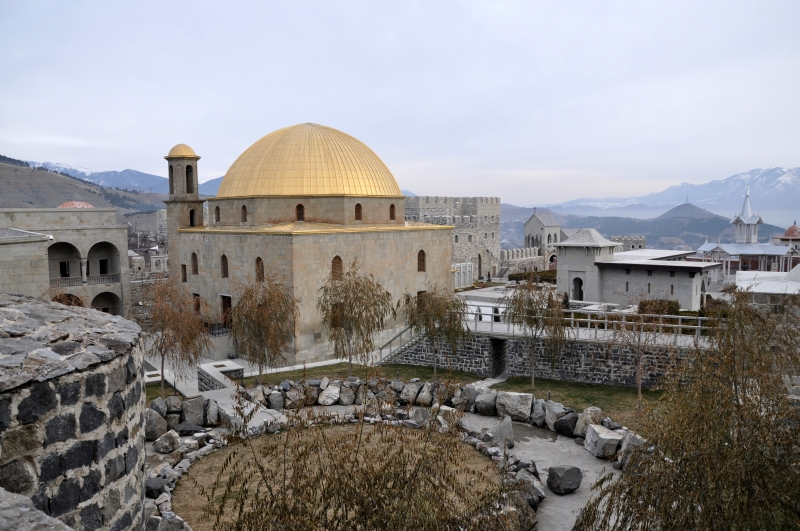
Forteca Rabati

Miasto powstało na przełomie X i XI wieku. W XIII wieku znacznie ucierpiało od najazdów mongolskich i wielkiego trzęsienia ziemi w 1283 roku. Prawie do końca XVI wieku było stolicą księstwa Samcche-Saatabago, którym władał ród Dżakelich. W 1590 roku całe księstwo zostało podbite przez imperium osmańskie, pod którego rządami pozostawało przez wiele wieków. Funkcjonował tu w tych czasach jeden z większych targów niewolników Bliskiego Wschodu. Z tych czasów pozostały budynki takie jak meczet, minaret i zabudowania pałacowe. W 1828 roku miasto i wznoszącą się nad nim twierdzę zdobyli Rosjanie.
W 1944 roku dekretem Stalina około 115 tys. mieszkających w tym regionie mechetyjskich Turków zostało wygnanych do Kotliny Fergańskiej w Centralnej Azji. Wg danych z 2014 roku miasto liczy 17 903 mieszkańców, z czego 71,7% to Gruzini, a  26,7% to mniejszość ormiańska. 
Mieszka w nim dość liczna Polonia. Działa także Związek Polaków Południowej Gruzji. Stowarzyszenie to tworzą głównie potomkowie zesłanych na Kaukaz powstańców styczniowych.
Na wzgórzu położonym w starej części miasta – Rabati – znajduje się zamek-twierdza z XII wieku. Został on niedawno zrekonstruowany. Teren twierdzy zajmuje około 7 hektarów. Znajduje się tam m.in.: złożony system fortyfikacji obronnych, domy o tradycyjnej regionalnej architekturze, stare łaźnie, kościół, regionalne Muzeum Historyczne, meczet z 1752 roku oraz ruiny medresy. Powyżej zamku jest kościół katolicki i klasztor benedyktynek. W centrum miasta jest klasztor kapucynów, gdzie od 2019 są także bracia z Polski.
W mieście rozwija się przemysł spożywczy, budowlany i przemysłowy. Ponadto wydobywa się węgiel brunatny, a w okolicy miasta także agaty i diatomit.
W mieście znajduje się Muzeum Sztuki Gruzińskiej oraz pomnik królowej Tamary.
W latach 1946–1991 w mieście stacjonowało dowództwo oraz większość jednostek wyprowadzonej ze składu Północnej Grupy Wojsk Armii Radzieckiej w Polsce 10 Gwardyjskiej Pieczengskiej Dywizji Zmechanizowanej (JW 01501). W okresie pobytu w Gruzji dywizja wchodziła w skład 9 Armii Ogólnowojskowej, a po jej rozformowaniu – w skład 31 Korpusu Armijnego Zakaukaskiego Okręgu Wojskowego.
W ośrodkach uzdrowiskowych leczy się choroby narządów ruchu, układów: nerwowego i pokarmowego oraz chorób narządów rodnych.

## Współpraca
- Artvin, Turcja
- Ardahan, Turcja